# Karl Sommer (Grenzopfer)
Karl Gustav Sommer (* 25. März 1906 in Steinach; † 16. Oktober 1949 in Meilschnitz) war das erste Todesopfer an der innerdeutschen Grenze. Er wurde am 16. Oktober 1949, nur wenige Tage nach der Gründung der DDR, bei einem Fluchtversuch aus der DDR erschossen.

## Leben
Karl Gustav Sommer wurde in Steinach in Thüringen geboren. Er lernte wie sein Vater den Beruf des Griffelmachers und ließ sich 1929 mit seiner Frau in Haselbach im Landkreis Altenburg nieder. In der Zeit nach dem Zweiten Weltkrieg tauschte er in Bayern häufig Glaserzeugnisse gegen Lebensmittel. Am 15. Oktober 1949, acht Tage nach Staatsgründung der DDR, unternahm er zusammen mit acht Bekannten eine Tauschfahrt, bei dem Thüringer Christbaumschmuck gegen Lebensmittel eingetauscht werden sollte. Auf ihrem Weg von Steinach über Mönchröden nach Oeslau überquerte die Gruppe gemeinsam gegen 2 Uhr früh die Demarkationslinie. Nachdem jeder seinen Geschäften nachgegangen war, versuchten sie am 16. Oktober gegen 17:30 Uhr den erneuten Grenzübertritt. Noch auf bayerischen Gebiet wurden sie dabei von zwei DDR-Grenzpolizisten überrascht. Die Gruppe floh in den Wald, worauf die beiden Grenzpolizisten zunächst Warnschüsse abgaben. Als sich die Grenzgänger weiter versteckten, schoss einer der Verfolger ins Unterholz und traf dabei Karl Sommer am Oberschenkel.
Die Gruppe widersetzte sich den Befehlen der Grenzpolizisten, den schwer verletzten Sommer auf die andere Seite zu bringen. Als später ein bayerischer Arzt eintraf, wurde Sommer nach Neustadt bei Coburg ins dortige Krankenhaus transportiert, erlag aber während des Transports seinen Verletzungen. Sein Leichnam wurde nach Haselbach gebracht, wo er zwei Tage später beigesetzt wurde.
In den 1990ern wurden Ermittlungen aufgenommen, die jedoch wegen des Todes des damals 17-jährigen Schützen eingestellt wurden.
In der Chronologie nach Jochen Staadt und Klaus Schroeder (Forschungsverbund SED-Staat) handelt es sich um das erste Todesopfer an der innerdeutschen Grenze.